# Wave Gotik Treffen
Il Wave Gotik Treffen (ted. Raduno Wave e Gotico) è un festival musicale che si tiene a Lipsia, in Germania, ogni anno in occasione della Pentecoste. È il più grande festival in Europa e nel mondo dedicato alla musica goth e alla cultura "dark", in tutte le sue sfumature. 

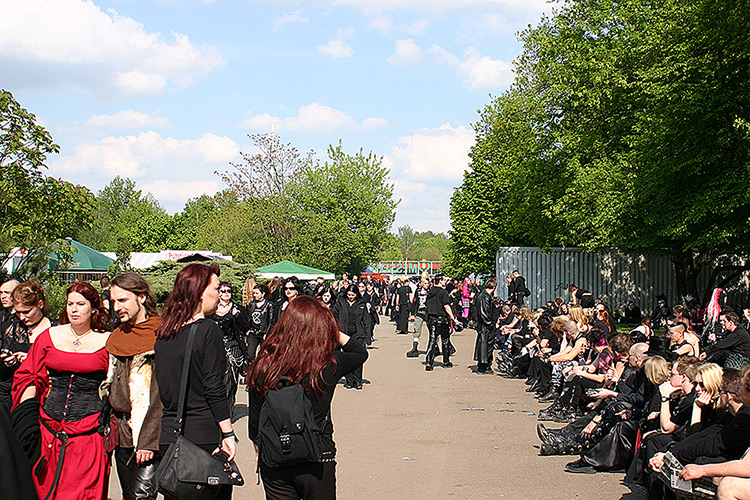
Uno scorcio dell'Agra, sede principale degli eventi del WGT

Il festival dura quattro giorni, sebbene gli eventi inizino già all'inizio della settimana precedente e si concludano nel martedì successivo alla Pentecoste.

## Eventi
Le attrazioni dell'iniziativa comprendono centinaia di concerti di artisti e band di vari generi: New Wave, Synthpop, New romantic, Coldwave, Darkwave, Death rock, Psychobilly, Horror punk, Shoegaze, Ethereal wave, Martial industrial, Neofolk, Industrial, EBM, Folk e - più di recente - Gothic metal e Death metal.
Accanto alle esibizioni si svolgono eventi cinematografici, serate danzanti, happening. Grande importanza riveste l'aspetto commerciale e di merchandising, con tre grandi aree mercato, l'Agra, il Villaggio Pagano e il Moritzbastei, dove si trovano abiti, oggettistica, dischi, libri, adult toys e gadget legati alla cultura goth e alle sue propaggini.
Il festival mette a disposizione dei partecipanti la possibilità di campeggiare presso l'Agra e una tessera per i mezzi pubblici valida per tutti i quattro giorni dell'evento. Poiché l'età dei goth è andata aumentando e molti hanno messo su famiglia, per consentire alle persone con figli qualche ora di libertà, l'organizzazione dal 2008 ha attrezzato anche un'area-asilo per i bambini.
L'evento è considerato uno dei principali della città tedesca (famosa per i molti festival musicali legati alla sua storia, essendo Lipsia patria di musicisti come Johann Sebastian Bach, Felix Mendelssohn e Richard Wagner) e durante il suo svolgimento riempie le prime pagine dei giornali sassoni. Nel corso del 2009 il borgomastro di Lipsia ha rivisto il piano regolatore locale per venire incontro alle esigenze del festival.

## Storia
Il precursore del Wave Gotik Treffen è un raduno non ufficiale che si tenne a Potsdam la notte di Valpurga del 1988, presso il Castello Belvedere. La manifestazione avvenne ancora perdurante il regime comunista della Repubblica Democratica Tedesca e alcuni dei partecipanti furono arrestati.
Il progressivo disfacimento del regime comunista portò alla luce del sole i raduni dark da clandestini e underground, ed essi divennero parte integrante del movimento d'opinione per la riunificazione tedesca e la fine della dittatura. In quel momento il movimento goth della Germania Orientale era conosciuto come il "Blocco Nero" per via degli abiti indossati dai suoi aderenti.
Nel 1992, finalmente, il primo Wave Gotik Treffen ufficiale si tenne a Lipsia in un locale chiamato Eiskeller ((DE)  "Cella frigorifera"), e a questo primo evento parteciparono quasi duemila persone.
Nel 2000 il festival conobbe una crisi, che portò addirittura alla chiusura anticipata dell'evento. I problemi riguardarono la sicurezza (sebbene non si fossero verificati episodi di violenza di sorta) e l'abbandono di diverse band. Altri artisti invece decisero di eseguire ugualmente le proprie performance nonostante la chiusura del festival. L'evento sembrava condannato, tuttavia l'anno successivo il Treffen riprese con una nuova organizzazione e il patrocinio della città di Lipsia, riprendendo nuovo vigore e la veste attuale. Sembra che addirittura il borgomastro di Lipsia avesse preso personalmente posizione affinché il festival continuasse, intervenendo economicamente per rifondere le perdite economiche delle band e dei partecipanti.
Negli anni seguenti il Treffen si è espanso, raggiungendo le dimensioni attuali e allargando la propria offerta musicale ad altri generi dark lato sensu come il J-rock e il Medieval.

## Location
Il Treffen coinvolge l'intera città di Lipsia, che mette a disposizione oltre venti location differenti per le diverse iniziative del raduno. La sede principale è l'Agra-Messegelände, una ex area espositiva dove si teneva la principale fiera agricola della Germania Est prima della caduta del Muro di Berlino. L'Agra comprende gli uffici amministrativi dell'organizzazione, una grande sala per i concerti - dove si tengono anche le esibizioni conclusive del Treffen - un'area mercato, locali di ristorazione e un'area espositiva per mostre d'arte. Adiacente all'Agra è il campeggio per gli avventori del Treffen che decidano di passare il raduno in tenda.
Le altre location comprendono:
- La Schauspielhaus, una ex casa da gioco risalente alla belle epoque, distrutta durante la guerra e ricostruita poco dopo. Vi si tengono serate danzanti.
- La Cripta del Völkerschlachtdenkmal, il Monumento ai Caduti della Battaglia di Lipsia, nel quale si tengono concerti di musica classica, ethereal, medieval ed elettronica soft.
- Il Parkbühne nel Parco Clara-Zetkin, una vasta area verde nella quale è montato un palco per concerti
- Il Moritzbastei, l'ultimo scampolo dei bastioni barocchi di Lipsia, oggi trasformato in un vasto locale alla moda su tre piani nel quale si tengono concerti e serate danzanti. Il terrazzo superiore del Moritzbastei - che si trova poco sopra il livello stradale - ospita invece un mercatino medievale-rinascimentale ed un piccolo palco per esibizioni di artisti legati a questi periodi storici.
- Il Kohlrabizirkus, ex circo stabile di Lipsia, nel quale si tengono i concerti metal dal 2006.
- Lo Heidnische Dorf o "Villaggio Pagano", area nella quale si installano bancarelle di ristorazione, moda e artigianato in stile medievale e rinascimentale, con due palchi per concerti, una piazza d'armi per combattimenti simulati. Il Villaggio sorge a Torhaus Dölitz nei pressi dell'Agra ed è da questo separato dal campeggio del Treffen.
- Anker
- Auerbachs Keller
- Darkflower
- Geyserhaus
- Gewandhaus zu Leipzig (a partire dal 2007)
- Haus Auensee (fino al 2005)
- Haus Leipzig (fino 2004)
- Insel
- Krystallpalast Varieté
- Parkschloß
- Schauspielhaus
- Schillerpark
- Sixtina
- Soziokulturelles Zentrum "Die VILLA"
- UT Connewitz
- Volkspalast
- Werk II Halle 5
- Werk II Halle A
- Peterskirche, nella quale si tengono concerti di musica sacra e polifonica

Il Wave Gotik Treffen raduna ufficialmente fra i 20 e i 30 000 visitatori ogni anno.

## Galleria d'immagini

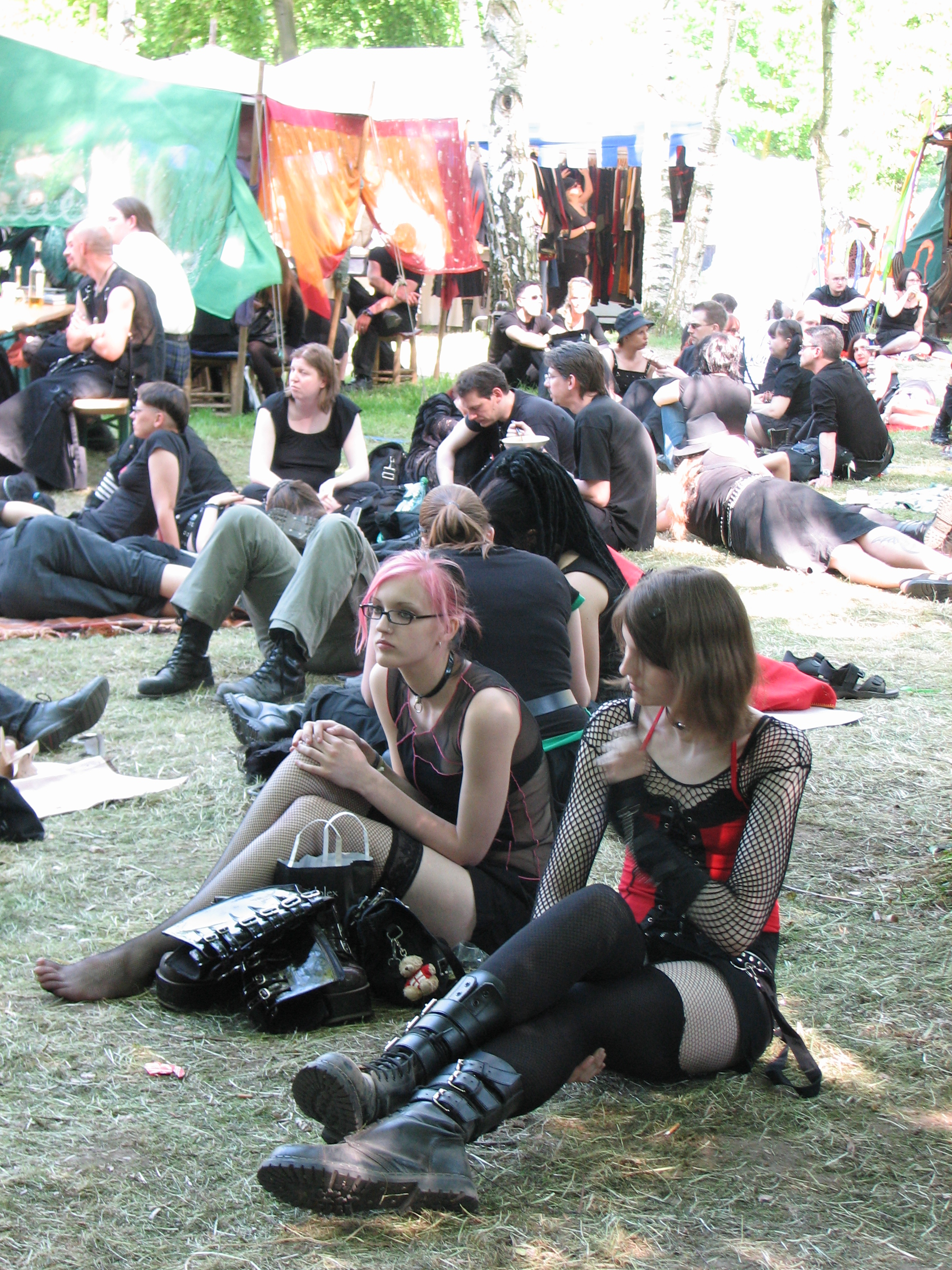
Partecipanti al WGT (edizione 2008) al Villaggio Pagano
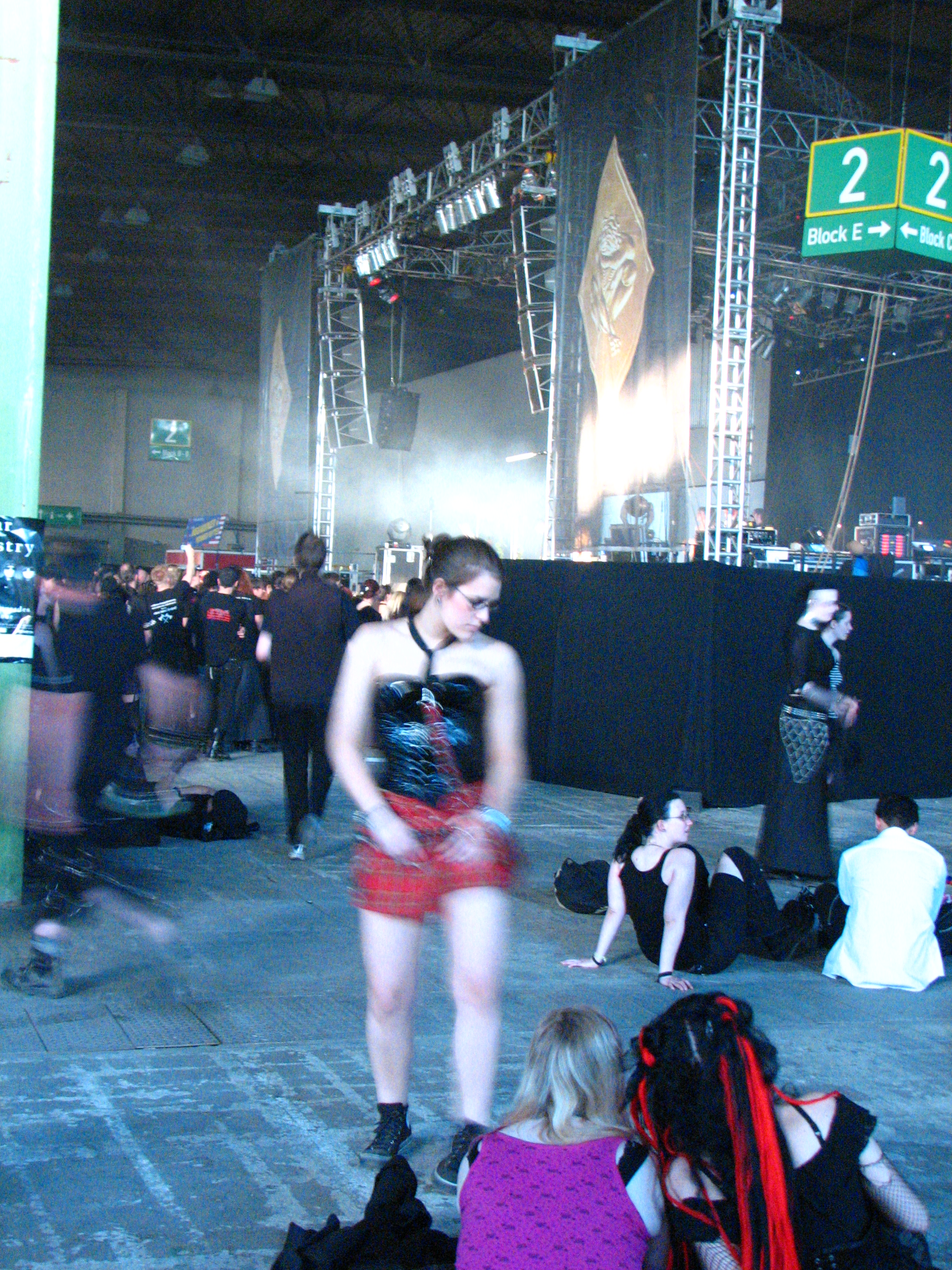
L'interno della sala concerti all'Agra, principale location del WGT
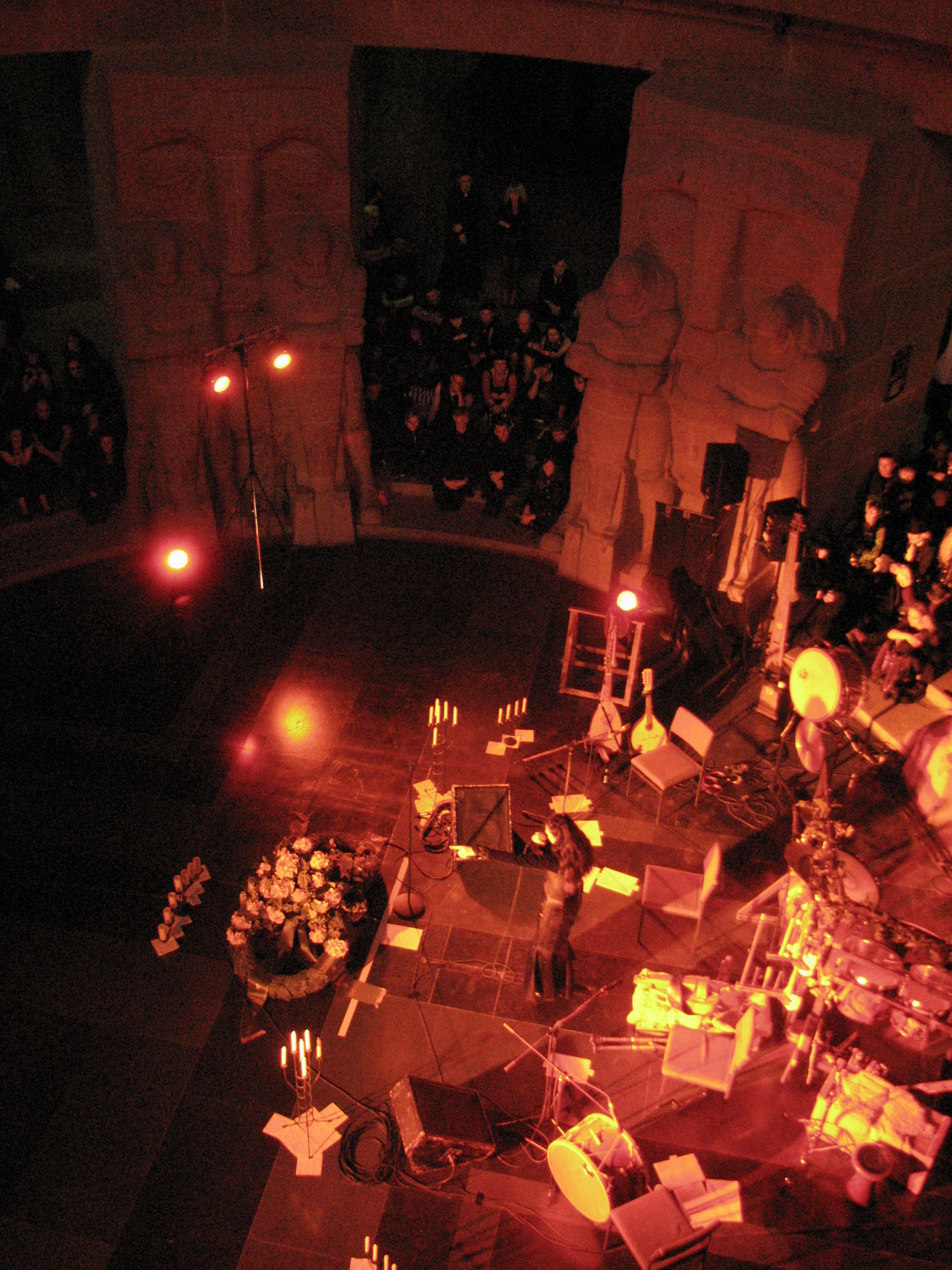
La Cripta del Völkerschlachtdenkmal durante una performance del WGT 2008